# Lyndra Weaver
Lyndra Weaver (ur. 20 czerwca 1987 w Waszyngtonie) – amerykańska koszykarka grająca na pozycji niskiego skrzydłowego.
Od sezonu 2011 zawodniczka polskiego klubu Ford Germaz Ekstraklasy – AZS PWSZ Gorzów Wielkopolski.

Koszykarka występowała wcześniej pod nazwiskiem Littles.

## Kluby
- 2005-2008 -  Virginia Cavaliers
- 2009 -  Connecticut Sun
- 2009-2010 -  TTT Riga
- 2010 -  Indiana Fever
- 2010-2011 -  Maccabi Ramat Hen
- od 2011 –  AZS PWSZ Gorzów Wielkopolski